# Csigahangláda

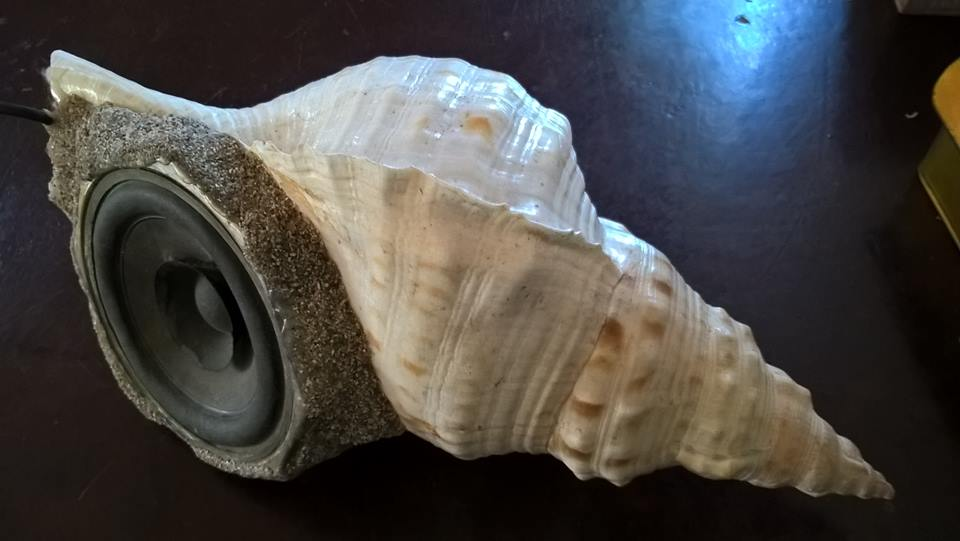
10 W-os csigahangláda

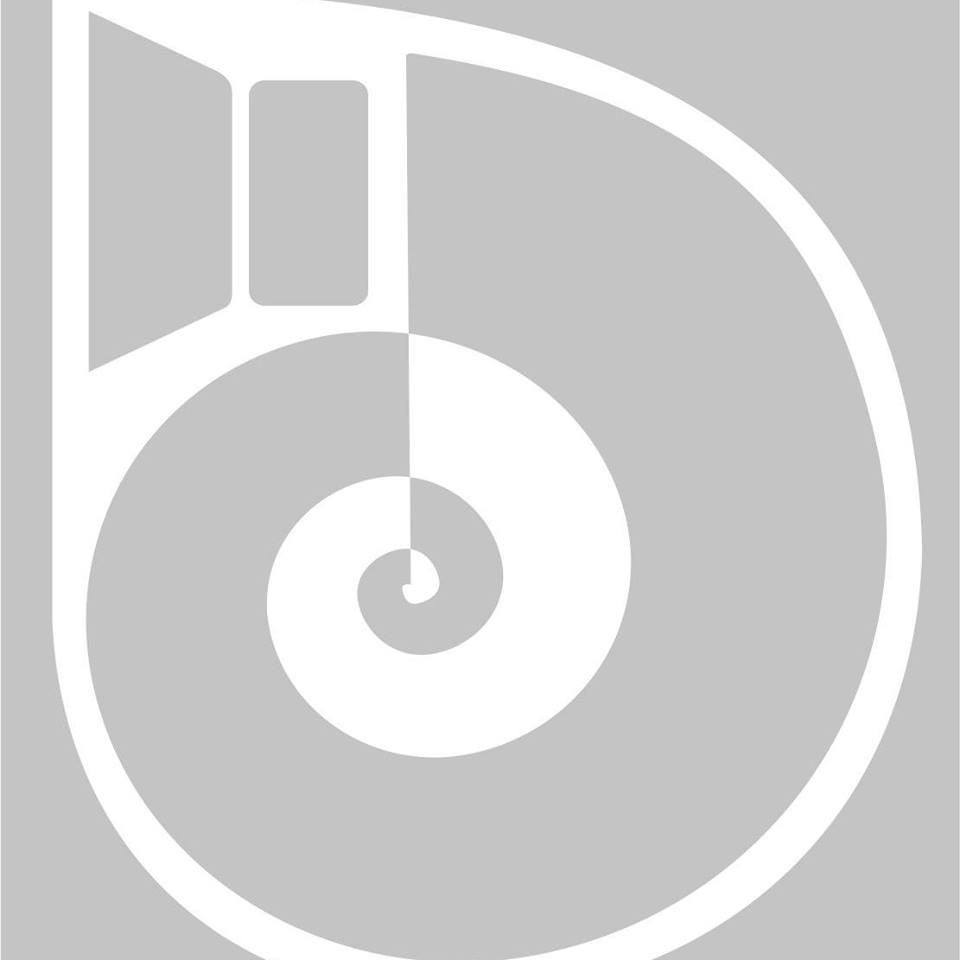
CSIGAHANGLÁDA

A csigahangláda egy akusztikai rezonátorház, a tökéletes hangzás formai felfogása.
A klasszikus felfogás: hangládaépítésnél a membrán felületét növeljük meg a hangláda síkjaival, viszont erre nem megfelelő a négyzet, téglalap, a szögletes formák.
Hasonló forma, hasonló hatás. Két ugyanolyan hangvilla nem túl messze egymástól, egyiket megszólaltatva, a másik is rezgésbe jön. A megegyező alak és anyag megegyező rezgésszámmal hozható rezgésbe, így a magas minőségű hangi reprodukáláshoz, a fülcsigához igen hasonló forma, és előnyösebb, mint a klasszikus hangládák. Míg a hangládában zörejek, mellékrezgések, fújtatások keletkeznek, a jól összerakott csigahangládából 100-at megszólaltatva is kevesebb zörej keletkezik, mint 1 hangláda esetében. 110 dB-es hangerő mellett is tökéletesen lehet érteni a normál emberi beszédet.